# Gmina związkowa Arzfeld
Gmina związkowa Arzfeld (niem. Verbandsgemeinde Arzfeld) – gmina związkowa w Niemczech, w kraju związkowym Nadrenia-Palatynat, w powiecie Eifelkreis Bitburg-Prüm. Siedziba gminy związkowej znajduje się w miejscowości Arzfeld.

## Podział administracyjny
Gmina związkowa zrzesza 43 gminy jednostkowe (Ortsgemeinde):
| * Arzfeld        | * Lichtenborn      |
| * Dackscheid     | * Lierfeld         |
| * Dahnen         | * Lünebach         |
| * Daleiden       | * Lützkampen       |
| * Dasburg        | * Manderscheid     |
| * Eilscheid      | * Mauel            |
| * Eschfeld       | * Merlscheid       |
| * Euscheid       | * Niederpierscheid |
| * Großkampenberg | * Oberpierscheid   |
| * Hargarten      | * Olmscheid        |
| * Harspelt       | * Pintesfeld       |
| * Herzfeld       | * Plütscheid       |
| * Irrhausen      | * Preischeid       |
| * Jucken         | * Reiff            |
| * Kesfeld        | * Reipeldingen     |
| * Kickeshausen   | * Roscheid         |
| * Kinzenburg     | * Sengerich        |
| * Krautscheid    | * Sevenig (Our)    |
| * Lambertsberg   | * Strickscheid     |
| * Lascheid       | * Üttfeld          |
| * Lauperath      | * Waxweiler        |
| * Leidenborn     |                    |